# Compsosoma v-notatum
Compsosoma v-notatum là một loài bọ cánh cứng trong họ Cerambycidae.